# Niels Petersen (ginnasta)
Niels Knudsen Petersen (Copenaghen, 12 luglio 1885 – Søllerød, 29 agosto 1961) è stato un ginnasta danese.

## Palmarès

### Olimpiadi
- 1 medaglia:
  - 1 bronzo (Stoccolma 1912 nel concorso libero a squadre)